# Carex cryptolepis
Carex cryptolepis är en halvgräsart som beskrevs av Kenneth Kent Mackenzie. Carex cryptolepis ingår i släktet starrar, och familjen halvgräs. Inga underarter finns listade i Catalogue of Life.